# Martin Charbonnier
Martin Charbonnier (* um 1655 vermutlich in Frankreich; † 18. September 1720 in Hannover) war ein Gartenkünstler des Barocks.

## Leben

### Familie
Martin Charbonnier war der Vater von Georg Ludwig Charbonnier und Ernst August Charbonnier. Einer seiner Enkel war Matthias Charbonnier.

### Werdegang und Werk
Martin Charbonnier stand ab 1677 im Dienst des späteren Kurfürsten Ernst August und dessen Ehefrau Sophie von der Pfalz und war anfangs für den Residenzgarten von Schloss Osnabrück zuständig, den er von 1682 bis 1694 von Hannover aus betreute. Von dort aus regelte er 1691 die Umgestaltung des Osnabrücker Gartens und beaufsichtigte anschließend die Gartenanlage bis 1706/1707.
Nachdem Charbonnier seit 1682 in Herrenhausen in einem Gebäude wohnte, an Stelle dessen später das Hardenbergsche Haus errichtet wurde,  stellte er dort die nördliche Hälfte des Großen Gartens fertig, ab 1689 im niederländischen Stil, und erweiterte ihn von 1696 bis 1714 auf die doppelte Größe.
Nachdem Charbonnier zu Studienzwecken in die Niederlande gesandt worden war, arbeitete er zwischendurch ab 1689 im herzoglich braunschweigischen Garten des Lustschlosses Salzdahlum bei Wolfenbüttel.
1696 gestaltete Charbonnier die Gartenanlagen des herzoglichen Jagdschlosses Linsburg (heute im Landkreis Nienburg/Weser).
Martin Charbonnier wurde 1717 pensioniert. Im selben Jahr trat sein jüngerer Sohn Ernst August Charbonnier seine Nachfolge für die Herrenhäuser Gärten an.